# ジェニファー・ラーブ
ジェニファー・ラーブ（Jeniffer J. Raab）は、アメリカ合衆国のニューヨーク市立大学ハンター校の総長。ハンターカレッジ高等学校を卒業後、コーネル大学で学士を取り、プリンストン大学で公共政策学を修了後、ハーバード・ロー・スクールを卒業。2001年から現職。